# Gradac (gmina Ivanjica)
Gradac (cyr. Градац) – wieś w Serbii, w okręgu morawickim, w gminie Ivanjica. W 2011 roku liczyła 73 mieszkańców.